# 直通
直通（緬甸語:သထုံမြို့）是緬甸孟邦的一個城鎮，位於緬甸南部孟邦的平原上。直通位在緬甸8號高速公路旁。 2007年，直通總人口數為130763人。直通位於仰光東南230公里及毛淡棉以北70公里處。

## 歷史
直通是直通王國的首都，這個孟王國在西元4世紀至11世紀期間統治著今天的下緬甸。與緬甸人和泰國人一樣，一些現代孟族人試圖將自己的民族，特別是位於直通的王國，與半歷史性的素萬那普王國 (即黃金之地) 相提並論；如今，這項說法受到東南亞許多不同民族的質疑，也遭到了學者們的反駁。